# Angous
Angous település Franciaországban, Pyrénées-Atlantiques megyében. Lakosainak száma 94 fő (2022. január 1.). Angous Arrast-Larrebieu, Castetnau-Camblong, Moncayolle-Larrory-Mendibieu, Sus és Susmiou községekkel határos.

## Népesség
A település népességének változása:
| Lakosok száma | 109  | 110  | 104  | 105  | 102  | 100  | 97   | 95   | 95   | 94   |
|               | 2010 | 2013 | 2015 | 2016 | 2017 | 2018 | 2019 | 2020 | 2021 | 2022 |